# Dawid Fabrykant
Dawid Fabrykant (ur. 22 lutego 1871 w Janowie Lubelskim, zm. 16 maja 1944 w getcie w Łodzi) – łódzki fabrykant, przemysłowiec i działacz społeczny. Syn Abrahama, właściciela ziemskiego. Po ukończeniu gimnazjum w Warszawie studiował na wydziale tkackim Wyższej Szkoły Technicznej w Reutlingen, praktykę odbywał w łódzkich fabrykach włókienniczych.

## Działalność biznesowa
W 1900 roku, wspólnie z Szają Rosenblattem, założył przy ul. Piotrkowskiej 61 tkalnię wełny wytwarzającą flanele i satyny z półproduktów wykonywanych przez okolicznych tkaczy chałupników. Produkowana była także konfekcja damska z wełny czesankowej. W latach 1908–1909 wspólnicy wybudowali na placu przy ul. Wierzbowej 48 mechaniczną przędzalnię i tkalnię wełny, zatrudniającą około 150 robotników, wśród nich niespełna 10% robotników żydowskich. Fabryka sprzedawała swoje wyroby w dawnej Kongresówce, południowej Rosji, Besarabii i Moskwie. Specjalnością firmy były tkaniny ubraniowe i płaszcze, welury, flanele i ulstry.
Po śmierci Szai Rosenblatta w 1921 roku jego udziały przejął syn Dawida, Józef Fabrykant (zm. 1931).
W latach międzywojennych fabryka należała do znaczniejszych przedsiębiorstw przemysłu wełnianego w Łodzi. Sprzedawała swoje wyroby na rynku wewnętrznym w Polsce centralnej, w Małopolsce, Poznańskiem i na Pomorzu.
Centrala firmy mieściła się w Łodzi przy ul. 6 Sierpnia 2.
Dawid Fabrykant w latach 30. XX w. mieszkał przy ul. Nawrot 8, a następnie przy ul. Piotrkowskiej 200.

## Działalność społeczna
Działał w zarządzie Sekcji Tekstylnej Stowarzyszenia Fabrykantów i Kupców m. Łodzi.
Był członkiem Komisji Szacunkowej Wydziału Rejestracji Strat Wojennych przy Radzie Głównej Opiekuńczej, powołanego do życia 15 sierpnia 1916 roku.
Był członkiem prezydium stowarzyszenia humanitarnego „Montefiore – B'nei B'rith” w Łodzi.
Był członkiem zarządu Szkoły Przemysłowej Towarzystwa Szerzenia Oświaty i Wiedzy Technicznej wśród Żydów w Łodzi przy ul. Pomorskiej 46/48.

## II wojna światowa
Po wybuchu wojny Niemcy 8 września 1939 r. zajęli Łódź, przemianowaną wkrótce na Litzmannstadt, żydowską ludność miasta, szczególnie majętną, dotknęły represje. Wkrótce Niemcy w najbiedniejszej, północnej dzielnicy miasta, na Bałutach, utworzyli getto dla Żydów, odizolowane 30 kwietnia 1940. Został tam zamknięty wraz z żoną Heleną (Hindą) z d. Bukiet (ur. 10 maja 1884) i mieszkał przy ul. Franciszkańskiej 30. Zginął w nieznanych okolicznościach.
Spoczywa na „nowym” cmentarzu żydowskim w Łodzi przy ul. Brackiej.